# تايلور هاندلي
تايلور هاندلي (بالإنجليزية: Taylor Handley)‏ مواليد 1 يونيو 1984 في سانتا باربارا، الولايات المتحدة، هو ممثل أمريكي بدأ مسيرته الفنية سنة 1998.

## الأعمال

### أفلام
- معركة لوس أنجلوس
- مجزرة منشار تكساس:البداية

### مسلسلات
- سي اس آي: نيويورك
- نمبرز
- سي إس آي: ميامي
- كولد كيس
- ذا أو سي
- بيكر
- سي اس آي: التحقيق في موقع الجريمة
- فرايجر

## روابط خارجية
- تايلور هاندلي على موقع IMDb (الإنجليزية)
- تايلور هاندلي على موقع ألو سيني (الفرنسية)
- تايلور هاندلي على موقع أول موفي (الإنجليزية)
- تايلور هاندلي على موقع قاعدة بيانات الأفلام السويدية (السويدية)
- تايلور هاندلي على موقع إن إن دي بي (الإنجليزية)
- تايلور هاندلي على موقع قاعدة بيانات الفيلم (الإنجليزية)
- تايلور هاندلي على موقع كينوبويسك (الروسية)